# 新圣罗萨
新圣罗萨是巴西巴拉那州的一个市镇。总面积204.666平方公里，总人口7893人，人口密度38.6人/平方公里。